# Mastira bitaeniata
Mastira bitaeniata är en spindelart som först beskrevs av Tord Tamerlan Teodor Thorell 1878.  Mastira bitaeniata ingår i släktet Mastira och familjen krabbspindlar. Inga underarter finns listade i Catalogue of Life.